# Escudo de Arroyo de Cuéllar
El escudo de Arroyo de Cuéllar es el símbolo más importante de Arroyo de Cuéllar, localidad y entidad local menor dependiente del municipio de Cuéllar, en la provincia de Segovia, comunidad autónoma de Castilla y León, en España. 

## Descripción
El escudo de Arroyo de Cuéllar fue oficializado el 24 de octubre de 2001, y su descripción heráldica es:

«Escudo partido. Primero en campo de plata cinco pinos de sinople puestos en aspa sobre ondas de plata y azur. Segundo: en campo de plata un dragón de sinople, mantelado de oro con un palo de gules sobre cada mantel, bordura de gules con ocho aspas de oro.»
Boletín Oficial de Castilla y León nº 238/2001